# 168斷食法
168進食法是屬於間歇性斷食的限時進食法 （TRF, Time-Restricted Feeding）中最常見的限時進食法 （TRF） ，主要用途為幫助減肥與促進自噬作用。顧名思義，「168」是一天分成8小時和16小時的兩個時段，其中8小時攝取食物，可以吃飯、麵、肉類和蔬果等含有熱量食物，其餘16小時禁食，最多只能攝取像是水、無糖茶和黑咖啡等幾乎是無熱量的食物。除了168斷食法，還有204斷食法、186斷食法、1410斷食法或1212斷食法，都是168斷食法的變化版本，規則也大同小異，主要是一日之間進食的時間必須少於禁食的時間。

## 缺點
168斷食法不一定適合每個人，因為有機率會出現「營養不足」，尤其是那些飲食不均衡和挑食的人。此外，經常重量訓練健身的民眾也不見得要使用168間歇性斷食法，因為經常重量訓練的民眾，可透過正常三餐均衡飲食，補充身體所需的營養，而有良好體態，168間歇性斷食受限制攝取食物時間的影響，很容易造成經常健身的民眾沒吃到足夠的營養素，可能會造成運動時體力不支。